# Casalfiumanese

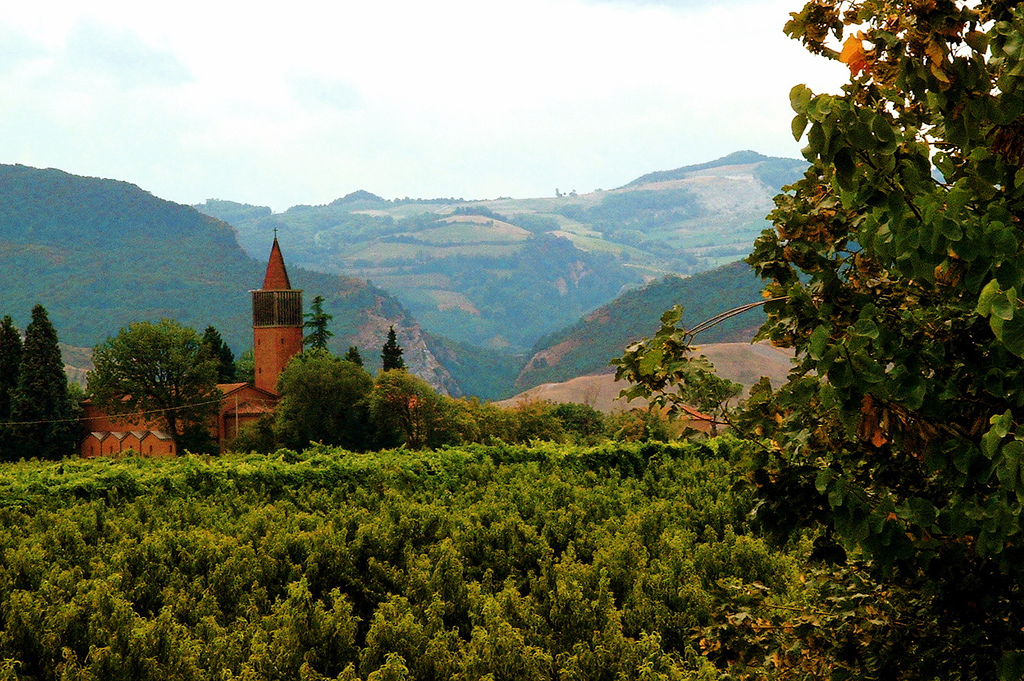
Casalfiumanese

Casalfiumanese ist eine italienische Gemeinde (comune) mit 3382 Einwohnern (Stand 31. Dezember 2023) in der Metropolitanstadt Bologna in der Emilia-Romagna. Die Gemeinde liegt etwa 32 Kilometer südöstlich von Bologna am Santerno. Casalfiumanese ist Teil der Comunità Montana Valle del Santerno.

## Gemeindepartnerschaften
Casalfiumanese unterhält eine inneritalienische Partnerschaft mit der Gemeinde Rotondella in der Provinz Matera.

## Persönlichkeiten
- Papst Honorius II. (um 1060–1130), im Ort Fiagnano im Gemeindegebiet geboren. Der Ort existiert heute nicht mehr.
- Luca Ghini (1490–1556), im Ortsteil Croara geboren, Arzt und Botaniker
- Aurelio Sabattani (1912–2003), Kardinal

## Verkehr
Durch die Gemeinde führt die frühere Strada Statale 610 selice o Montanara Imolese von Lavezzola bei Conselice nach Firenzuola. Der Bahnhof an der Bahnstrecke von Massa Lombarda nach Fontanelice ist mit der Strecke 1944 geschlossen worden.